# Ekonomika Burundi

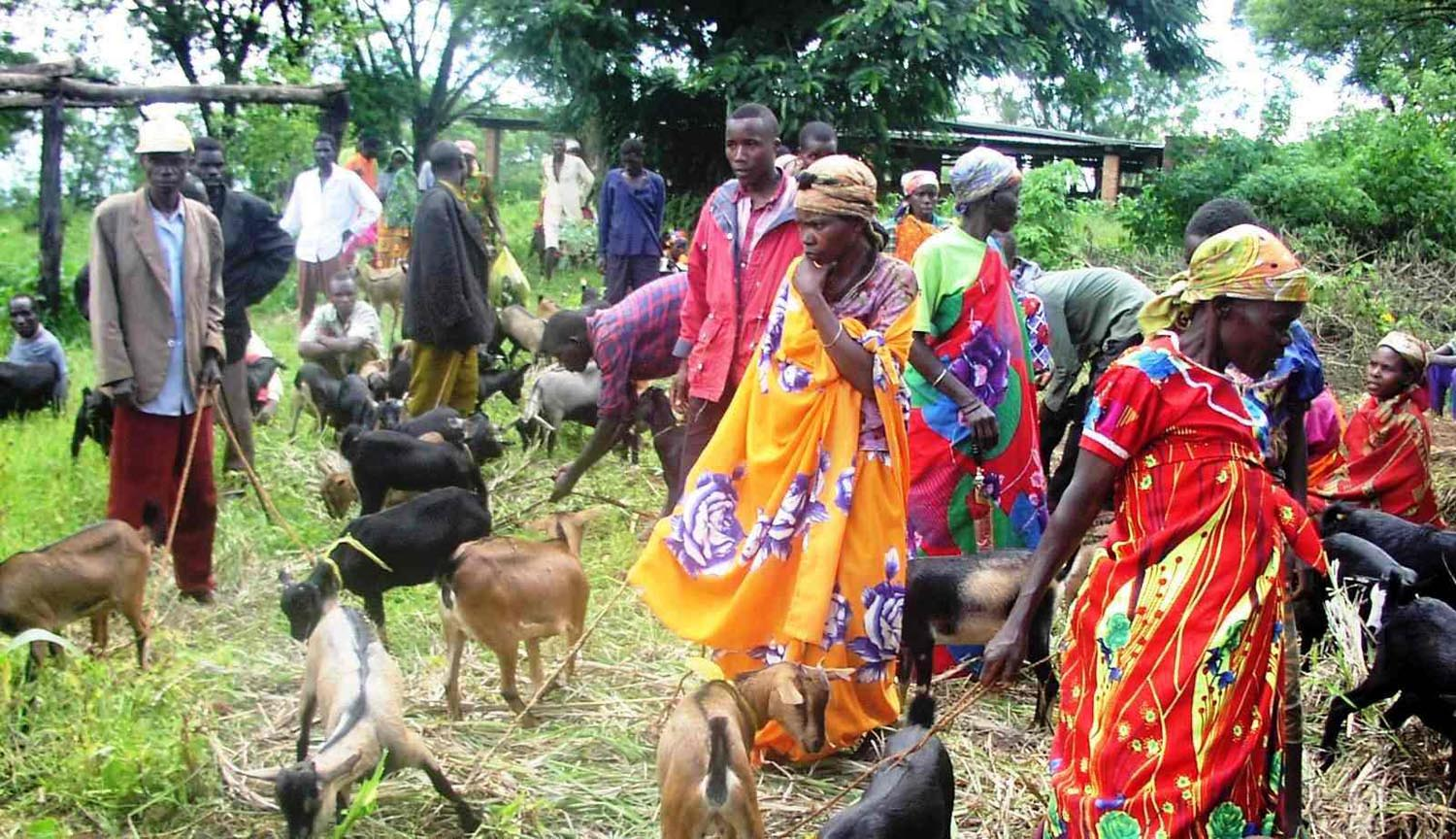
Chov koz byl doporučen jako zdroj příjmů pro chudé vesničany

Burundi je vnitrozemský stát chudý na zdroje a výrobní sektor je nevyvinutý. Základem ekonomiky je zemědělství, v roce 2008 to bylo 32,9 procenta HDP. V zemědělství pracuje víc než 70 procent pracovní síly, většina z nich na rodinných farmách. I když Burundi je potenciálně soběstačné v produkci potravin, probíhající nepokoje, přelidnění a eroze zemědělské půdy způsobili v uplynulých letech snížení výroby rodinných farem o 25 procent. Mnoho přesídlených lidí nemá možnost produkce vlastních potravin a jsou závislý na mezinárodní humanitární pomoci. Burundi je importér potravin, v roce 1997 to bylo 17 procent z celkového importu.

## Průmysl
Kromě zpracování zemědělského exportu je v zemi jen málo průmyslu. Jsou zde ložiska surovin jako ropa, nikl, měď atd., ale nejistá bezpečnost odrazuje investory. Průmyslový rozvoj zpomaluje i vzdálenost od moře a vysoká cena dopravy. Důležitý obchodní zdroj je jezero Tanganika. Negativní vliv na obchod a průmysl mělo obchodní embargo z roku 1999. Od října 1993 vznikali v zemi masivní etnické nepokoje, které měly asi 250 tisíc obětí a přesídleno bylo asi 800 tisíc dalších. Základní potřeby jako jídlo, léky a elektřina jsou nedostatkové.